# Кирнос, Леонид Зеликович
Леони́д Зе́ликович Кирно́с (28 августа 1957, Ленинград) — советский и российский барабанщик. Наиболее известен как участник группы «Пикник».

## Биография
Родился 28 августа 1957 года в городе Ленинград, где проживает и сейчас. Окончил музыкальную школу в ДК им. Володарского.
В 1983 году пришёл в группу «Пикник» на место барабанщика. Однако во время первого раскола группы в 1984 году прекращает работу и покидает её. Позднее вместе с двумя бывшими участниками «Пикника» Евгением Волощуком и Сергеем Омельниченко, а также Сергеем Шепелем основывает группу «Продолжение Следует», которая, впрочем, просуществовала недолго.
Весной 1987 года возвращается в «Пикник», где продолжает играть и по сей день.
16 марта 2018 года Леонид Кирнос серьёзно пострадал в ДТП с микроавтобусом, перевозившим группу на концерт.